# Simultaneidad
Se dice que dos sucesos presentan simultaneidad cuando se producen al mismo tiempo. El concepto se aplica con distintos matices e implicaciones en diferentes áreas del conocimiento humano. Desde el punto de vista de la física clásica, se habla de simultaneidad cuando dos eventos se producen en un mismo instante dado de un determinado sistema de referencia temporal. Sin embargo, en la física relativista la idea común de simultaneidad queda desvirtuada por las implicaciones de la consideración del espacio-tiempo vinculado a la relación entre los sistemas de referencia del observador y de los propios sucesos objeto de observación.

## Etimología
La palabra deriva del latín simul, al mismo tiempo (ver sem-1 en raíces indoeuropeas), más el sufijo -eous, abstraído de espontáneo (que a su vez viene directamente del latín).

## En ciencia
En la física newtoniana, el concepto es objetivo y sencillo; podría, por ejemplo, sincronizarse dos relojes y transportarlos a cada punto, y los eventos simultáneos coincidirían en el tiempo indicado por los relojes. En dicho modelo, se asumen que la sincronización permanece. Sin embargo, esto ha sido refutado en la actualidad, al comprobarse la dilatación del tiempo predicha por la Teoría de la relatividad.
Según la teoría de la relatividad de Einstein, la simultaneidad no es una relación absoluta entre los acontecimientos; lo que es simultáneo en un marco de referencia no será necesariamente simultáneo en otro. Para los marcos inerciales que se mueven uno con respecto al otro a velocidades pequeñas comparado con la velocidad de la luz, este efecto es pequeño y puede ser ignorado por cuestiones prácticas, de modo que la simultaneidad puede ser tratada como una relación absoluta.

## En arte
- En música, se habla de simultaneidad cuando dos o más texturas musicales suenan al mismo tiempo, en lugar de hacerlo en sucesión.

## En derecho
- En el derecho penal, para que se establezca una violación criminal, por lo general se debe demostrar que hubo simultaneidad de actus reus y mens rea.
- En derechos de autor, es relevante el concepto de simultaneidad de publicación, o publicación simultánea.[13] Dentro de la aplicación del Convenio de Berna, se consideran simultánea la publicación que se da en distintos países dentro de los 30 días de publicación.[14][15]

El mismo puede tener implicaciones inusuales que varían según las circunstancias. Por ejemplo, una obra puede ser publicada ex professo en dos lugares distintos para que aplique (en ambos sitios) una legislación que el publicador estime más conveniente. También un autor puede remitir un mismo escrito (o uno muy similar) a dos editoriales, que al publicarla en simultaneidad pueden tener que compartir derechos de autor.

## Otros
- En matemáticas, un sistema de ecuaciones o un conjunto de ecuaciones simultáneas comparten variables; una solución es un conjunto de valores variables para los cuales todas estas ecuaciones son satisfechas al mismo tiempo.
- En econometría, se habla de simultaneidad cuando una o más de las variables explicativas se determina conjuntamente con la variable dependiente, típicamente a través de un mecanismo de equilibrio.
- En marketing, la simultaneidad es una de las características de un servicio que lo diferencia de un producto. Se refiere a la idea de que la producción y el consumo de un servicio se producen simultáneamente, lo que hace imposible producir y almacenar un servicio antes del consumo.
- En informática, existe el concepto de concurrencia, que implica que dos o más procesos de cómputos se realizan —a efectos prácticos— en simultáneo.